# Xavier Esteller Frigola
Xavier Esteller Frigola   (Barcelona, 21 de febrer de 1910 - Barcelona, 4 de gener de 1995) fou un pilot i directiu vinculat al motociclisme.
Practicà diversos esports, com el rugbi amb l'Universitari, club amb el qual participà en diversos Campionats de Catalunya i d'Espanya entre el 1928 i el 1936. També fou un entusiasta del motor, però l'any 1932 una greu caiguda en una prova al Circuit de Montjuïc l'allunyà de la competició. En l'automobilisme, guanyà dues vegades consecutives el Gran Premi de Tarragona i disputà diversos ral·lis com a copilot de Jaume Bähr. Secretari de la Penya Motorista Barcelona entre 1948 i 1951 i secretari de la Federació Catalana de Motociclisme entre 1956 i 1971 moment en què es va dividir en quatre delegacions provincials. El 1972 va ser encarregat per la Reial Federació Espanyola de Motociclisme a Barcelona, de la delegació de Barcelona, que va ser la que va dominar, malgrat que n'hi va haver també a Girona, Lleida i Tarragona. Posteriorment va estar a càrrec del cronometratge de les 24 Hores de Montjuïc durant vint-i-dos anys. També va ser el director dels quatre Grans Premis d'Espanya puntuables per al mundial que es van fer a Montjuïc entre 1970 i 1976. El 1984 es va incorporar a la directiva del Reial Moto Club de Catalunya, del qual va ser vicepresident de 1989 a 1991. Rebé la medalla Forjadors de la Història Esportiva de Catalunya el 1993.